# Micrathyria sympriona
Micrathyria sympriona là loài chuồn chuồn trong họ Libellulidae. Loài này được Tennessen mô tả khoa học đầu tiên năm 2000.